# 九十九百太郎
九十九 百太郎（つくも ひゃくたろう、1973年2月27日 - ）は、日本の作曲家。長崎県出身、長崎県在住。

## 概要
主にゲーム音楽の作曲を行っており、別名義で同人活動も行う。
テクノソフトのスタッフ名や商標はテクノソフトが有していた商標登録の名義人である松岡和江によって、2007年12月21日に商標が申請され、2008年10月10日に登録済となっており九十九 百太郎の名称も商標登録されている。
2016年にテクノソフトの知的財産権および商標のセガホールディングスおよびセガゲームス譲渡に伴い現在はセガゲームスが商標権を取得している。
地元長崎のテクノソフト社員として、後に代表作と評されることになる「サンダーフォースV」を始め、いくつかの作品に参加。テクノソフト退社後、長崎繁と雑音工房NOISEを設立し東京進出。ノーブランドサウンズ、後継会社のFactory Noise&AGを経て株式会社マカロンボックス取締役となり、同社から2007年にオリジナル・アルバム『Claymore』を発表。CDにはStudio A'、椎名治美、葉月ゆらなどが参加していた。マカロンボックスは2010年時点で公式サイト等は既に閉鎖されており、状況は不明である。主だった活動の場を同人に移してはいるが、2013年にはドラキュー開発による「機装猟兵ガンハウンドEX」や2016年にはメサイヤによってかつてリリースされた「重装機兵レイノス」のドラキューによるPS4向けリメイク移植版の作・編曲等も担当しコンシューマー向けのゲーム作品の作曲活動も行っている。2018年初頭にはこちらは逆に元は同人ゲームソフトであるが自身が作曲を担当したピコリンネソフトの「INFINOS外伝 -閃光の解放者-」が業務アーケードゲーム基板のEXA基板向けのゲームとして「INFINOS EXA」として移植されることが発表された。同人サークル「Dangerous Mezashi Cat」のメンバーの1人。

## 作品

### ゲーム

#### テクノソフト
- ハイパーデュエル[4]
- 熱血親子
- リヴァーシオン
- 鋼鉄霊域～スティールダム
- ネオリュード
- ブラストウィンド
- サンダーフォースV[4]
- ネオリュード2
- 組み立てバトル くっつけっと
- 風の丘公園にて

#### ライアーソフト
- 行殺・新選組[5][4]
- サフィズムの舷窓[6][4]
- ラブ・ネゴシエイター[7][4]
- 腐り姫〜euthanasia〜[8]
- ピンク・パンツァー[9]
- Forest

#### ヴァナヘイム
- ムーン・ストライク[10][4]

#### ザウス
- 聖なるかな外伝・精霊天翔 〜壊れゆく世界の少女たち〜

#### ドラキュー
- 機装猟兵ガンハウンドEX
- 重装機兵レイノス（PS4版）

#### ピコリンネソフト
- Battle Crust
- INFINOS外伝 -閃光の解放者-
- INFINOS EXA[11]

#### DANGEN Entertainment
- Devil Engine

### アレンジ
- THE LUNATIC 鋳薔薇 - 2006年8月3日、INDV-0111
  - 鋳薔薇 REMIX TRACKS[12]

- THE SHOOTING LOVE トゥエルブスタッグ&トライジール - 2006年4月20日、INDV-0108
  - 26 XIIstag ステージ1アレンジ[13]

### CD
- Claymore [Soundtrack]
  - Hyakutaro_Tsukumo&Friends, 株式会社マカロンボックス、2007年9月30日、ASIN B000XPYKXK